# Bulnesia retama
Bulnesia retama är en pockenholtsväxtart som först beskrevs av John Gillies och Hooker & Arnott, och fick sitt nu gällande namn av Grisebach. Bulnesia retama ingår i släktet Bulnesia och familjen pockenholtsväxter. Inga underarter finns listade i Catalogue of Life.